# 阿什利 (北达科他州)
阿什利（英語：Ashley），是美国北达科他州下属的一座城市。根据2010年美国人口普查，该市有人口749人。2011年估计该市有人口739人，相对于2010年，增长率为?1.34%。